# Motykalskij Kanal
Motykalskij Kanal (ryska: Мотыкальский Канал) är en kanal i Belarus.   Den ligger i voblasten Brests voblast, i den västra delen av landet, 300 km sydväst om huvudstaden Minsk.
Omgivningarna runt Motykalskij Kanal är en mosaik av jordbruksmark och naturlig växtlighet. Runt Motykalskij Kanal är det ganska glesbefolkat, med 35 invånare per kvadratkilometer.